# Nika Jagečić
Nika Jagečić (* 4. Januar 2003) ist eine ehemalige kroatische Skilangläuferin.

## Werdegang
Jagečić, die für den Ski Club Sljeme Zagreb startete, nahm im Februar 2019 erstmals am Balkancup teil und errang dabei die Plätze acht und fünf über 5 km Freistil. Bei den nordischen Skiweltmeisterschaften 2019 in Seefeld in Tirol kam sie auf den 83. Platz im Sprint und auf den 81. Rang über 10 km klassisch. Im März 2019 holte sie in Ravna Gora über 5 km klassisch und 5 km Freistil ihre ersten Siege im Balkancup und zum Saisonende den vierten Platz in der Gesamtwertung. In der Saison 2019/20 startete sie in Planica erstmals im Weltcup und errang dabei den 61. Platz im Sprint und den 22. Platz im Teamsprint. Dies waren ebenfalls ihre einzigen Teilnahmen am Weltcup. Bei den Olympischen Jugend-Winterspielen 2020 in Lausanne lief sie auf den 52. Platz über 5 km klassisch, auf den 44. Rang im Cross und auf den 41. Platz im Sprint. In ihrer letzten Saison als aktive Sportlerin 2020/21 gewann sie im Sprint in Ravna Gora und erreichte erneut den vierten Platz in der Gesamtwertung des Balkancups. Beim Saisonhöhepunkt, den nordischen Skiweltmeisterschaften 2021 in Oberstdorf, belegte sie den 89. Platz über 10 km Freistil und den 77. Rang im Sprint.

## Siege bei Continental-Cup-Rennen
| Nr. | Datum           | Ort        | Disziplin       | Serie      |
| --- | --------------- | ---------- | --------------- | ---------- |
| 1.  | 2. März 2019    | Ravna Gora | 5 km klassisch  | Balkan-Cup |
| 2.  | 3. März 2019    | Ravna Gora | 5 km Freistil   | Balkan-Cup |
| 3.  | 17. Januar 2021 | Ravna Gora | Sprint Freistil | Balkan-Cup |